# Matt Joyce
Matthew Ryan Joyce (Tampa, 3 agosto 1984) è un giocatore di baseball statunitense.

## Carriera
Joyce iniziò la sua carriera nel baseball con i North Brandon Little League a Brandon, Florida. Si diplomò all'Armwood High School di Seffner.

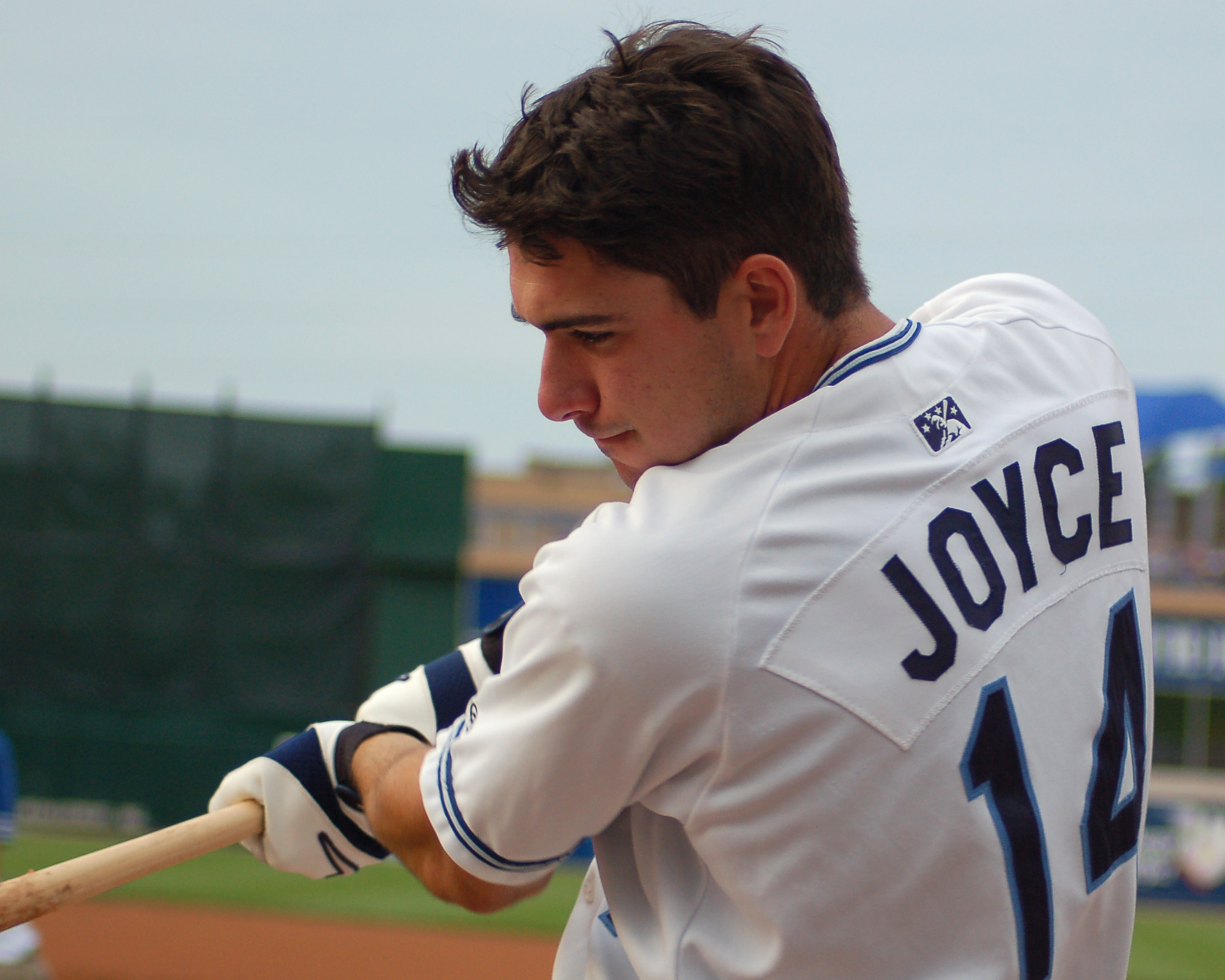
Joyce con i West Michigan Whitecarps di MiLB nel 2006

I Detroit Tigers selezionarono Joyce al 12 turno del draft 2005 e lo assegnarono in A-singola agli Oneonta Tigers. Debuttò nella MLB il 5 maggio 2008, al Comerica Park di Detroit contro i Boston Red Sox. Il 10 dicembre, Joyce fu scambiato con i Tampa Bay Rays per il lanciatore Edwin Jackson.
Joyce si infortunò il gomito prima dell'inizio dello spring training 2010 e conseguentemente fu inserito nella lista degli infortunati. Fu richiamato nel roster di Major League il 24 giugno, dopo un periodo di riabilitazione in minor league.
Nel 2011, Joyce fu convocato per il suo primo All-Star Game.
Il 16 dicembre 2014, i Rays scambiarono Joyce con i Los Angeles Angels of Anaheim in cambio di Kevin Jepsen. Il 2 novembre 2015 divenne free agent.
Il 18 febbraio 2016, Joyce firmò un contratto di minor league con i Pittsburgh Pirates. Diventato il 3 novembre nuovamente free agent, il 30 novembre Joyce firmò un contratto biennale di 11 milioni di dollari con gli Oakland Athletics.
Divenuto free agent a fine stagione 2018, Joyce firmò un contratto di minor league (con invito allo spring training incluso) con i Cleveland Indians il 9 febbraio 2019. Il 19 marzo, gli Indians rilasciarono Joyce.
Il 20 marzo firmò un contratto di minor league con i San Francisco Giants. Il 23 marzo, i Giants scambiarono Joyce con gli Atlanta Braves per una somma in denaro. Divenne free agent a fine stagione.
Il 3 febbraio 2020, Joyce firmò un contratto con i Miami Marlins. Divenne free agent a fine stagione.
Il 10 febbraio 2021, Joyce firmò un contratto di minor league con i Philadelphia Phillies con un invito allo spring training incluso. Il 1º giugno contro i Reds, colpì un grande slam. Il 19 giugno venne inserito nella lista degli infortunati per problemi alla schiena. Il 26 settembre venne svincolato dalla franchigia.

## Palmarès
- MLB All-Star: 1

2011
- Giocatore della settimana: 1

AL: 13-19 luglio 2008